# Skateboarding la Jocurile Olimpice de vară din 2020
Probele sportive de skateboarding la Jocurile Olimpice de vară din 2020 s-au desfășurat în perioada 25 iulie-5 august 2021. Este prima ediție când skateboardul este prezent la Jocurile Olimpice de vară, acesta fiind unul dintre cele cinci noi sporturi adăugate în programul olimpic pentru 2020 și a fost, de asemenea, aprobat provizoriu pentru Jocurile Olimpice de vară din 2024.

## Medaliați
| Categorie       | Aur                             | Argint                          | Bronz                                           |
| Park masculin   | Keegan Palmer · Australia (AUS) | Pedro Barros · Brazilia (BRA)   | Cory Juneau · Statele Unite ale Americii (USA)  |
| Street masculin | Yuto Horigome · Japonia (JPN)   | Kelvin Hoefler · Brazilia (BRA) | Jagger Eaton · Statele Unite ale Americii (USA) |
| Park feminin    | Sakura Yosozumi · Japonia (JPN) | Kokona Hiraki · Japonia (JPN)   | Sky Brown · Marea Britanie (GBR)                |
| Street feminin  | Momiji Nishiya · Japonia (JPN)  | Rayssa Leal · Brazilia (BRA)    | Funa Nakayama · Japonia (JPN)                   |

## Clasament pe medalii
| Loc   | Țară                       | Aur | Argint | Bronz | Total |
| ----- | -------------------------- | --- | ------ | ----- | ----- |
| 1     | Japonia                    | 3   | 1      | 1     | 5     |
| 2     | Brazilia                   | 0   | 2      | 0     | 2     |
| 3     | Marea Britanie             | 0   | 0      | 1     | 1     |
| 3     | Statele Unite ale Americii | 0   | 0      | 1     | 1     |
| Total | Total                      | 3   | 3      | 3     | 9     |